# USS Oregon (BB-3)
El USS Oregon (BB-03) fue un acorazado de la Armada de los Estados Unidos perteneciente a la clase Indiana. El Oregon y sus barcos hermanos fueron los primeros acorazados modernos construidos para los Estados Unidos, aunque sufrieron importantes problemas de estabilidad y mantenimiento debido a su pequeño tamaño y a su insuficiente francobordo.

## Características
Su cintura blindada era de 457 mm de espesor, y en las torretas de grueso calibre tenía un espesor de 15 pulgadas (381 mm). Sus carboneras tenían una capacidad de 1567 toneladas de carbón.
Su escaso francobordo era un inconveniente para navegar con aguas movidas, unido esto al peso de su artillería principal, que le hacía inclinarse cuando los cañones apuntaban hacia los flancos, limitando con ello la elevación de los mismos y poniendo en peligro la estabilidad del buque. Este defecto se corrigió en parte montando contrapesos en las torres. Este mecanismo de las torres sería una fuente inagotable de averías durante toda su vida útil.

## Historial

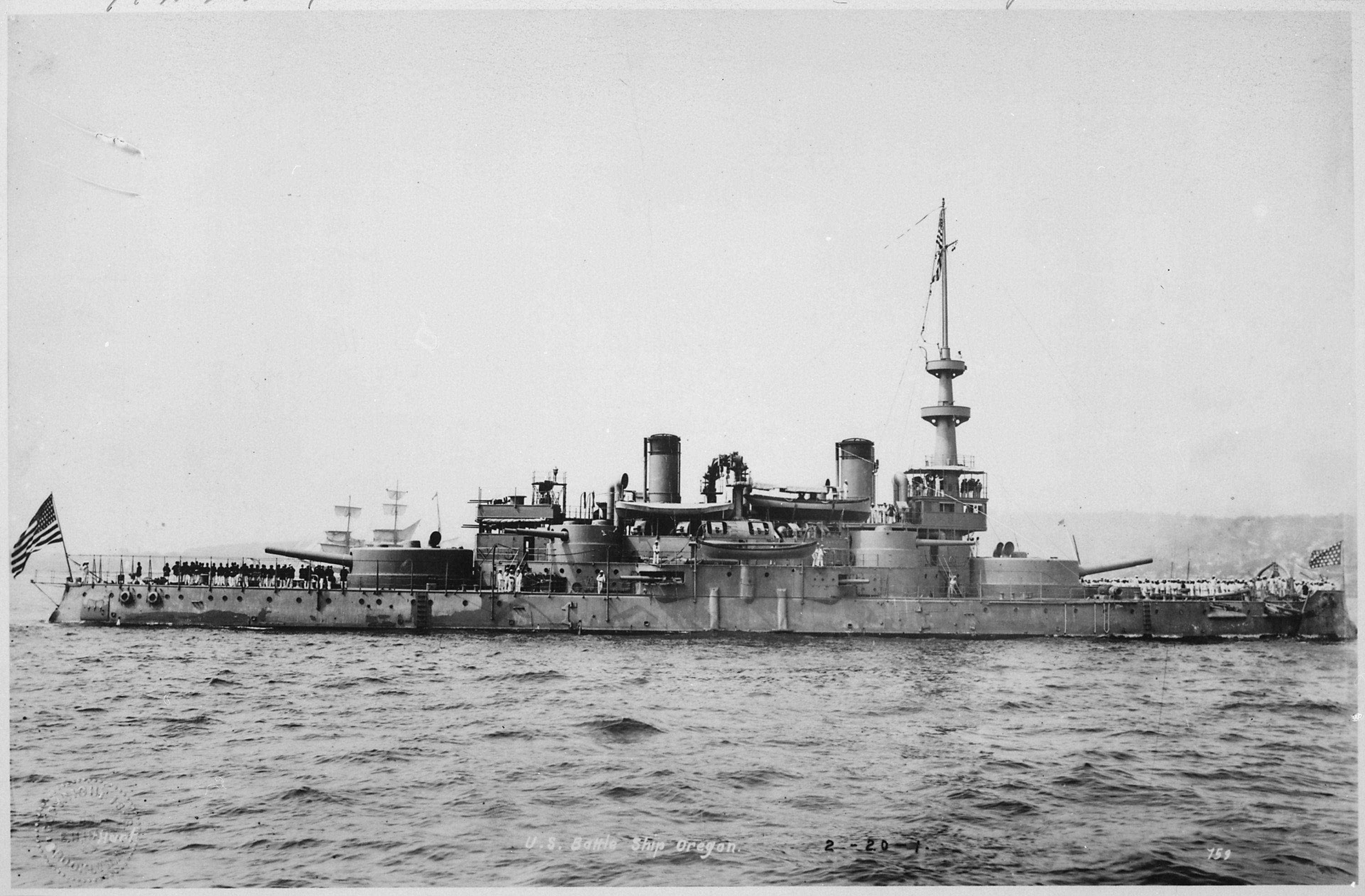
USS Oregon en 1898.

Navegó por la costa del Pacífico entre 1897 y 1898. En 1898 se le somete a una reforma para mejorar su estabilidad, y modernizarlo.
Al crecer la tensión entre España y los Estados Unidos, se le ordenó pasar al Atlántico para reforzar las defensas costeras frente un posible ataque español. Zarpó el 19 de marzo de 1898 hacia Florida, pasando por el cabo de Hornos, en un viaje de 13 675 millas náuticas en el cual la tripulación sufrió todo tipo de penalidades, falta de alimentos, agua potable, y varios incendios debidos a la combustión espontánea del carbón. La travesía duró 66 días, hasta su llegada a Florida el 24 de mayo de 1898
Llegó a Santiago de Cuba el 1 de junio de 1898, y participó en la Batalla naval de Santiago de Cuba del 3 de julio de 1898, colaborando en la destrucción de la escuadra del almirante Pascual Cervera.
Después de la guerra, se usó al Oregon como muestra de la política de las cañoneras, y se le destinó de nuevo al Pacífico, en el escuadrón asiático del almirante Dewy, navegó por las Filipinas y llevó tropas del Ejército de los Estados Unidos a China para reducir a los bóxers.
En 1900, cerca de Hong Kong, chocó contra una roca sumergida que le causó un boquete en el casco, tras 3 días de trabajos, pudo ser rescatado y escoltado por un crucero japonés navegó hasta Japón para ser reparado.
Volvió a los Estados Unidos en 1901. Y se le destinó de nuevo a Asia hasta 1905. En 1906 se lo retiró del servicio hasta 1911, cuando fue usado para formar a la marinería en San Francisco cuando ya era un buque obsoleto. Durante la Primera Guerra Mundial se usó para entrenar a las tripulaciones.
En agosto de 1918 es enviado a Vladivostok como escolta de los mercantes que transportaron a las tropas de la fuerza expedicionaria americana.
Cuando fue retirado definitivamente del servicio en los años 20, se pensó usarlo como objetivo para las prácticas de artillería naval, pero finalmente fue preservado como museo en el río Willamette en Portland en 1925. En 1942 fue vendido para su desguace.
Desguazado en parte, en 1944 su casco se usó para transportar explosivos hasta Guam, donde permanecería hasta 1948 cuando un tifón lo arrastró mar adentro. Tras ser rescatado fue llevado de nuevo a Guam. En 1956 fue vendido a una compañía japonesa que lo desguazó en Kawasaki.